# سیارک ۳۹۷۶
سیارک ۳۹۷۶ (به انگلیسی: 3976 Lise، نامگذاری:1983JM) سه هزار و نهصد و هفتاد و ششمین سیارک کشف شده‌است که در ۶ مه ۱۹۸۳ کشف شد.
قدر مطلق سیارک برابر ۱۱٫۶۰ است.